# Букан
Букан (перс. بۆکان) — місто на північному заході Ірану, у провінції Західний Азербайджан. Адміністративний центр шахрестана Букан. Населення — 249 тисяч осіб (2007), переважно — курди. Назва «Букан» походить від курдського Bok — наречена.